# Томіньо
Томіньо (гал. Tomiño, ісп. Tomiño) — муніципалітет в Іспанії, у складі автономної спільноти Галісія, у провінції Понтеведра. Населення — 13 315 осіб (2009).

## Географія
Муніципалітет розташований на португальсько-іспанському кордоні.
Муніципалітет розташований на відстані близько 450 км на північний захід від Мадрида, 50 км на південь від Понтеведри.

## Демографія
Динаміка населення (INE ):

## Галерея зображень

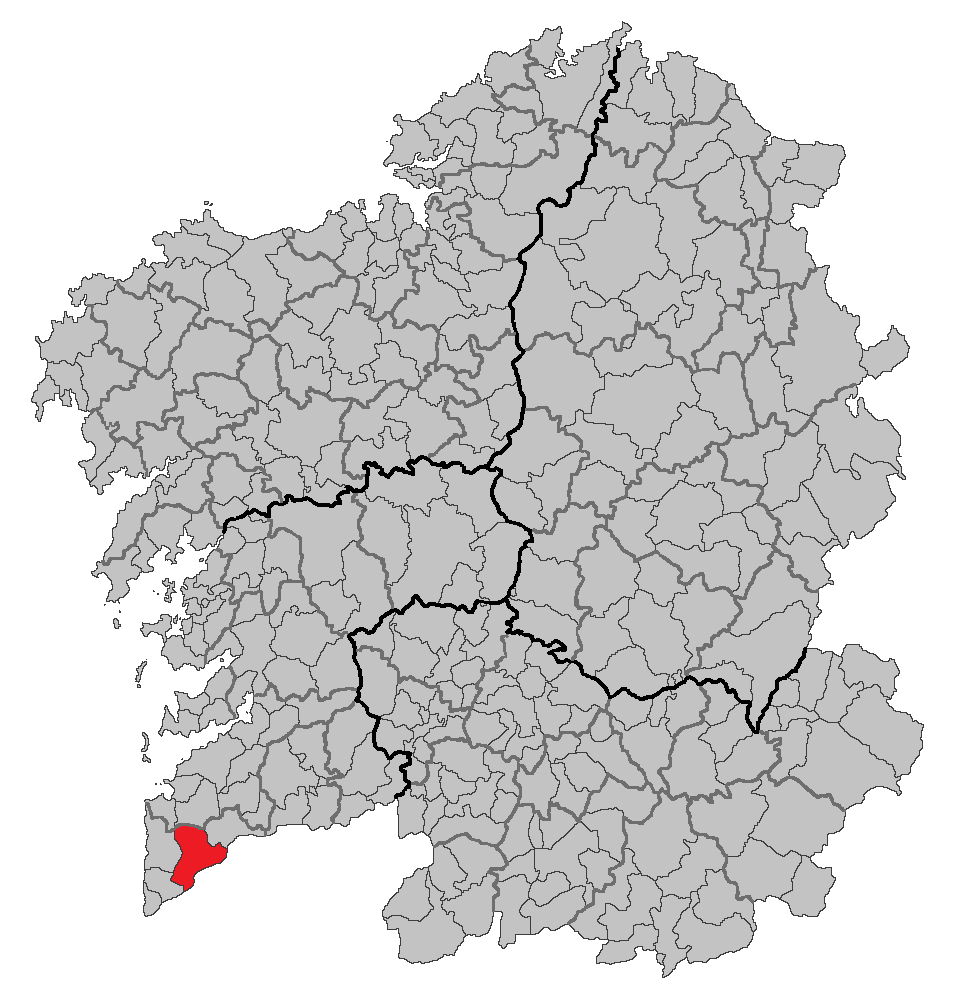
Розташування муніципалітету
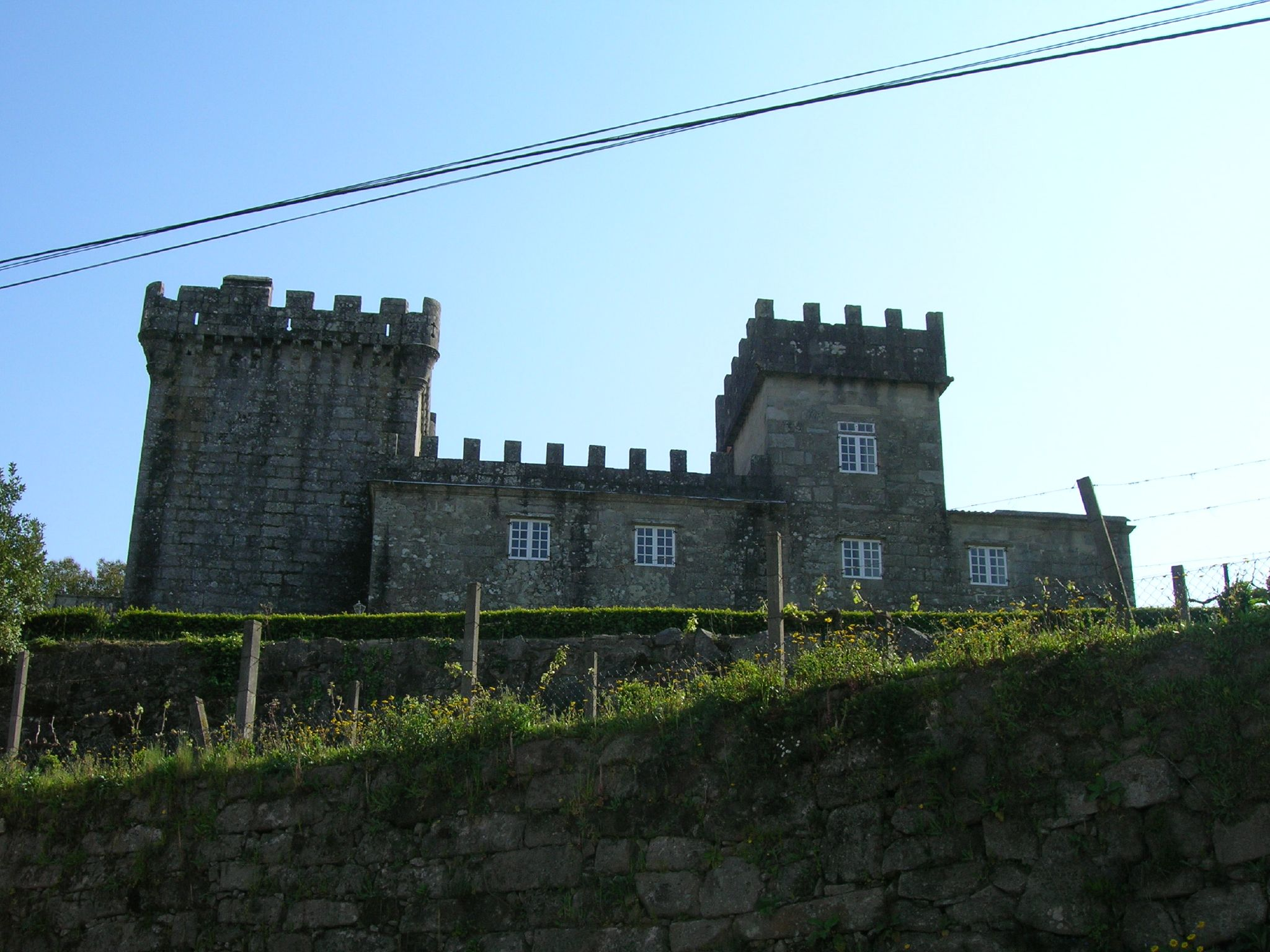
Замок Тебра